# Kościół Najświętszej Maryi Panny Królowej Polski w Zawierciu
Kościół pod wezwaniem Najświętszej Maryi Panny Królowej Polski w Zawierciu – kościół, znajdujący się przy ulicy Paderewskiego w Zawierciu.

## Historia
Mimo że parafia została erygowana przez bpa Zdzisława Golińskiego 7 maja 1957, to przez wiele lat funkcję jej kościoła spełniała kaplica cmentarna o powierzchni 20 m², albowiem wydane na budowę kościoła w roku 1957 pozwolenie zostało cofnięte.
Dopiero 16 lutego 1974 roku Urząd Miasta Zawiercia zezwolił na rozpoczęcie budowy nowego kościoła i wtedy też zaczęto pod ten budynek kopać fundamenty. Ówczesny proboszcz, ks. Stanisław Woźny, ukończył budynek w stanie surowym - mury świątyni były przykryte jedynie dachem, nie miała ona okien, drzwi i sufitu.
W roku 1982 nowym proboszczem parafii został ks. Zygmunt Sroka. Rozpoczął on rozbudowę i renowację kościoła - w związku z pojawiającymi się pęknięciami zlecił on wykonanie nowych ławy pod dotychczasowymi na froncie kościoła i odcinku ściany zachodniej, ciągnięcie murów prętami stalowymi z zastosowaniem śrub rzymskich oraz wypełnienie klejami żywicznymi szczelin pęknięć. Z biegiem czasu zostały zabezpieczone mury, zbudowany podwójny sufit z termiczną izolacją, założone okna i drzwi, kościół został otynkowany i wymalowany wewnątrz i zewnątrz, założono oświetlenie i radiofonię, wykonano marmurową posadzkę, kanalizację opadową i oświetlenie zewnętrzne, elektryczny napęd dzwonów, w całości ogrodzono plac kościelny, wyposażono kościół w organy, ławy i konfesjonały.
W następnym etapie został wykonany wystrój prezbiterium: z brązu wykonano ołtarz ze sceną Ostatniej Wieczerzy, ambonę z płaskorzeźbami ewangelistów i Dekalogiem, chrzcielnicę ze scenami chrztu Chrystusa, chrztu Polski i przejściem przez Morze Czerwone oraz lichtarze, z miedzi - figurę Chrystusa na krzyżu oraz Matki Bożej i św. Jana, a z miedzi pozłacanej - tabernakulum z obudową w kształcie krzewu Mojżesza.
14 maja 2000 roku abp Stanisław Nowak dokonał konsekracji kościoła.
W latach 2002–2004 prof. Wincenty Kućma wykonał witraże: "Przymierze", "Chrystus Odkupiciel", "Pielgrzymi", "Ryby", "Symbole Eucharystyczne", "Chrzest Chrystusa".
W 2011 roku przy kościele powstała wieża dzwonnicy o wysokości 51,5 m.